# 東武矢板線
矢板線（やいたせん）は、かつて栃木県塩谷郡藤原町（現・日光市）の新高徳駅と同県矢板市の矢板駅間を結んでいた東武鉄道の鉄道路線である。

## 路線データ
- 管轄：東武鉄道
- 区間（営業キロ）：新高徳 - 矢板 23.5 km
- 軌間：1,067 mm
- 駅数：9駅（起終点駅含む）
- 複線区間：なし（全線単線）
- 電化区間：なし（全線非電化）

## 歴史
矢板線は、現東武鬼怒川線を開通させた下野電気鉄道によって、高原山麓沿線の木材や天頂鉱山の鉱物資源を搬送するために建設された鉄道路線である。今でも、駅跡近くには製材所の面影を残す構造物が見られる。
下野電気鉄道は太平洋戦争中の1943年（昭和18年）5月1日に陸上交通事業調整法に基づき東武鉄道に買収され、矢板線も鬼怒川線とともに東武鉄道の路線となった。しかし、鬼怒川線が日光線と接続して浅草駅からの直通列車が走るようになったのに対し、メインルートから外れた矢板線は近代化も行われず、1959年（昭和34年）6月30日をもって廃止された。最後まで蒸気機関車が混合列車を牽く昔ながらの運行形態が続いており、矢板線の廃止をもって、東武鉄道における蒸気機関車による旅客列車は2017年の「SL大樹」運転開始まで姿を消した。

### 年表
- 1919年（大正8年）9月8日 下野軌道に対し鉄道免許状下付（塩谷郡藤原村-同郡矢板村間）[2]
- 1924年（大正13年）3月1日 下野電気鉄道により高徳 - 天頂間開通[3][4]。軌間762 mm
- 1929年（昭和4年）10月22日 天頂 - 矢板間開通により全線開業[3][5]、軌間1,067 mmに改軌、高徳駅を新高徳駅に改称、東武鉄道より蒸気機関車3両、客車2両、貨車2両を借り入れ下今市 - 矢板間直通運転開始
- 1930年（昭和5年）
  - 4月1日 長峰荷扱所が開業[3]
  - 6月10日 西船生駅が開業
  - 12月9日 瓦斯倫動力併用認可
- 1943年（昭和18年）5月1日 東武鉄道が下野電気鉄道を買収[6]。同社矢板線となる[3]
- 1959年（昭和34年）7月1日 新高徳 - 矢板間廃止[3]

## 駅一覧
- 全駅栃木県に所在。
- 接続路線、市町村名は廃止時点のもの。藤原町は現・日光市、塩谷村は現・塩谷町。

| 駅名     | 駅間キロ | 営業キロ | 接続路線               | 所在地 | 所在地 |
| -------- | -------- | -------- | ---------------------- | ------ | ------ |
| 新高徳駅 | -        | 0.0      | 東武鉄道：鬼怒川線     | 塩谷郡 | 藤原町 |
| 西船生駅 | 4.6      | 4.6      |                        | 塩谷郡 | 塩谷村 |
| 船生駅   | 3.2      | 7.8      |                        | 塩谷郡 | 塩谷村 |
| 天頂駅   | 2.1      | 9.9      |                        | 塩谷郡 | 塩谷村 |
| 芦場駅   | 1.2      | 11.1     |                        | 塩谷郡 | 塩谷村 |
| 玉生駅   | 2.9      | 14.0     |                        | 塩谷郡 | 塩谷村 |
| 柄堀駅   | 3.0      | 17.0     |                        | 塩谷郡 | 塩谷村 |
| 幸岡駅   | 3.5      | 20.5     |                        | 矢板市 | 矢板市 |
| 矢板駅   | 3.0      | 23.5     | 日本国有鉄道：東北本線 | 矢板市 | 矢板市 |

- 船生駅と天頂駅の間に長峰荷扱所が設けられ、塩谷山地への森林鉄道と接続していた。

## 接続路線
事業者名は東武矢板線廃止時点のもの
- 新高徳駅：東武鬼怒川線
- 矢板駅：国鉄東北本線

## 運転
晩年は5往復運転されていたが、始発・最終は新高徳 - 玉生間のみの区間運転で、全線直通する列車は日中の3往復のみであった。このため、玉生 - 矢板間の運行本数は3往復のみである。本数が少ないうえに折り返しに充分な余裕があるために1編成のみで賄う事は可能であるが、実際に何編成の列車が使用されていたのかは定かではない。明治生まれの古典蒸気機関車（ピーコック）を使用していたため、矢板より幸岡に向かう旧国道4号（現県道30号）越えの高架橋の坂、幸岡の丘陵越えの坂にさしかかると止まりそうなスピードになり、乗客が降りて列車を後押ししたという。地元では下電の「ポッポ汽車」と呼び親しまれていた。

## 車両
- B1形 - 廃線まで使用された蒸気機関車[7]。
- キハ1.2 - 矢板線用に1930年に汽車製造により製造されたガソリンカー（半鋼製単車、定員52名）。戦時中に客車化されキハ1は矢板線で1954年5月廃車され、キハ2は船橋線、越生線で使用され1953年4月廃車。
- コハフ10形（11-13） - 昭和30年頃から廃線まで使用された木製ボギー客車。元は東武鉄道初の電車であるデハ1形を出自とする。同形車が東武博物館に保存されている。

## 代行バス
矢板線廃止にあたっては、同線が塩谷村（→塩谷町）の主要生活路線としての機能も一部有しているとして、東武バスが転換バスを矢板 - 新高徳、日光、今市、鬼怒川温泉間で運行させることとなった。しかし、採算性が悪かったため後に撤退し、その後は東野交通、さらに塩谷町代替バス（関東自動車委託）に引き継がれるも2003年（平成15年）3月で撤退した。
2003年4月からは藤田合同タクシーとしおや交通が一般路線バス事業に参入する形で、新高徳 - 矢板（しおや交通は西船生まで）間で運行を開始した。しかし、 同路線の矢板 - 矢板高校間にしおや交通がバスを無料で運行したことや、塩谷高校の統廃合もあり経営が悪化、しおや交通は2013年頃に休止、藤田合同タクシーも2014年（平成29年）5月21日に全線運休したことで、この区間のバス路線が存在しない状態が12日間続いた。
その後、6月2日から日光市と塩谷町が臨時でバスを運行し、6月6日から日光市・塩谷町・矢板市の3市町が運行（しおや交通に委託）していた。
しかし、2023年7月1日でしおや交通への委託が終了となったため、塩谷町は7月3日から従来の時刻で無料バスの運行を開始した(夕方の矢板駅発の1本はしおや交通が自社路線として運行を維持)。その後、しおや交通が8月17日からの運行を届け出たため、町による運行は8月12日をもって終了、現在はしおや交通が独自で運行している。

## ギャラリー

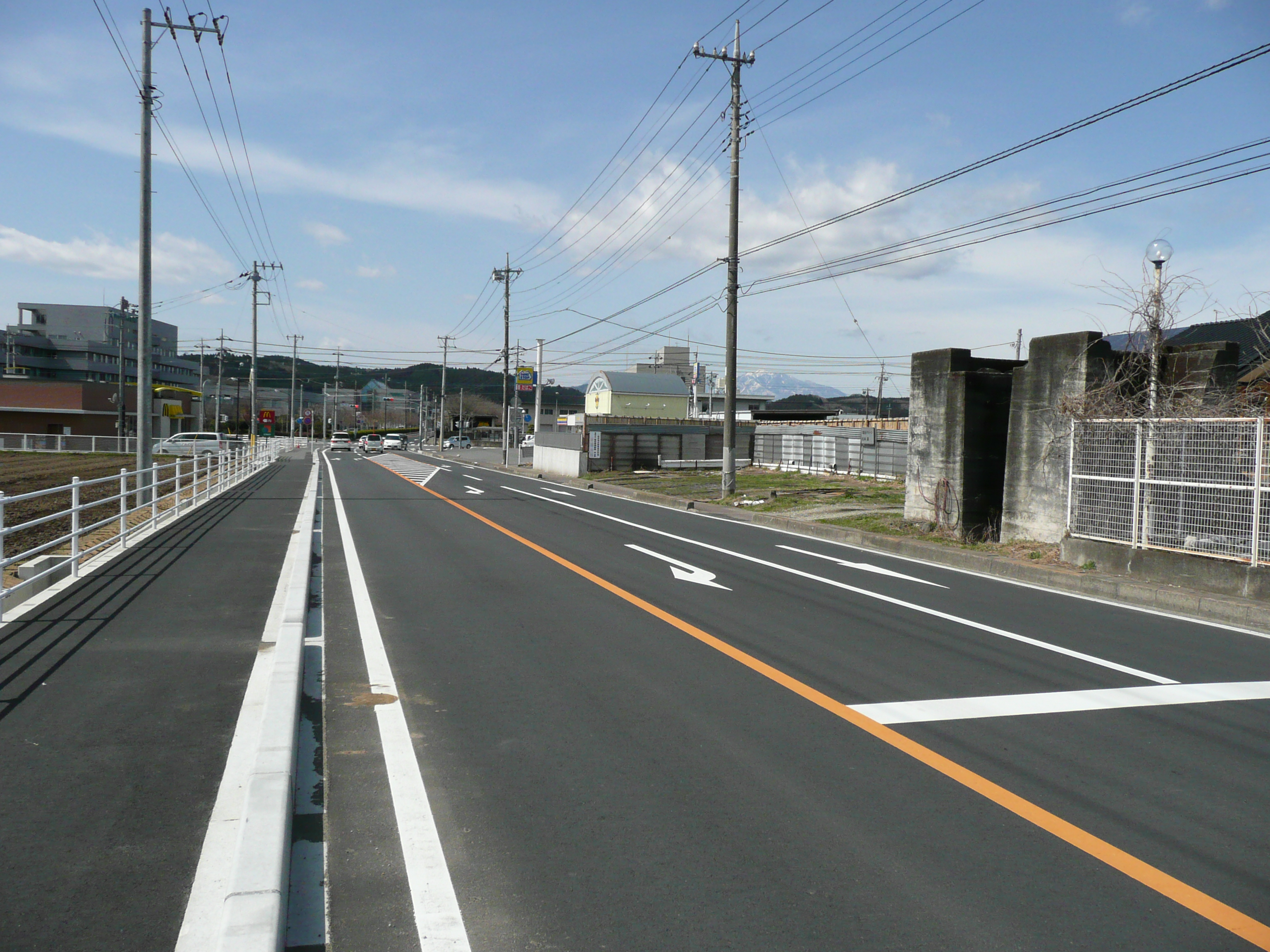
ヨークベニマル（矢板店）前の橋台遺構。奥の信号機がある県道30号（旧国道4号）現交差点付近を高架で渡るスロープの一部だった。
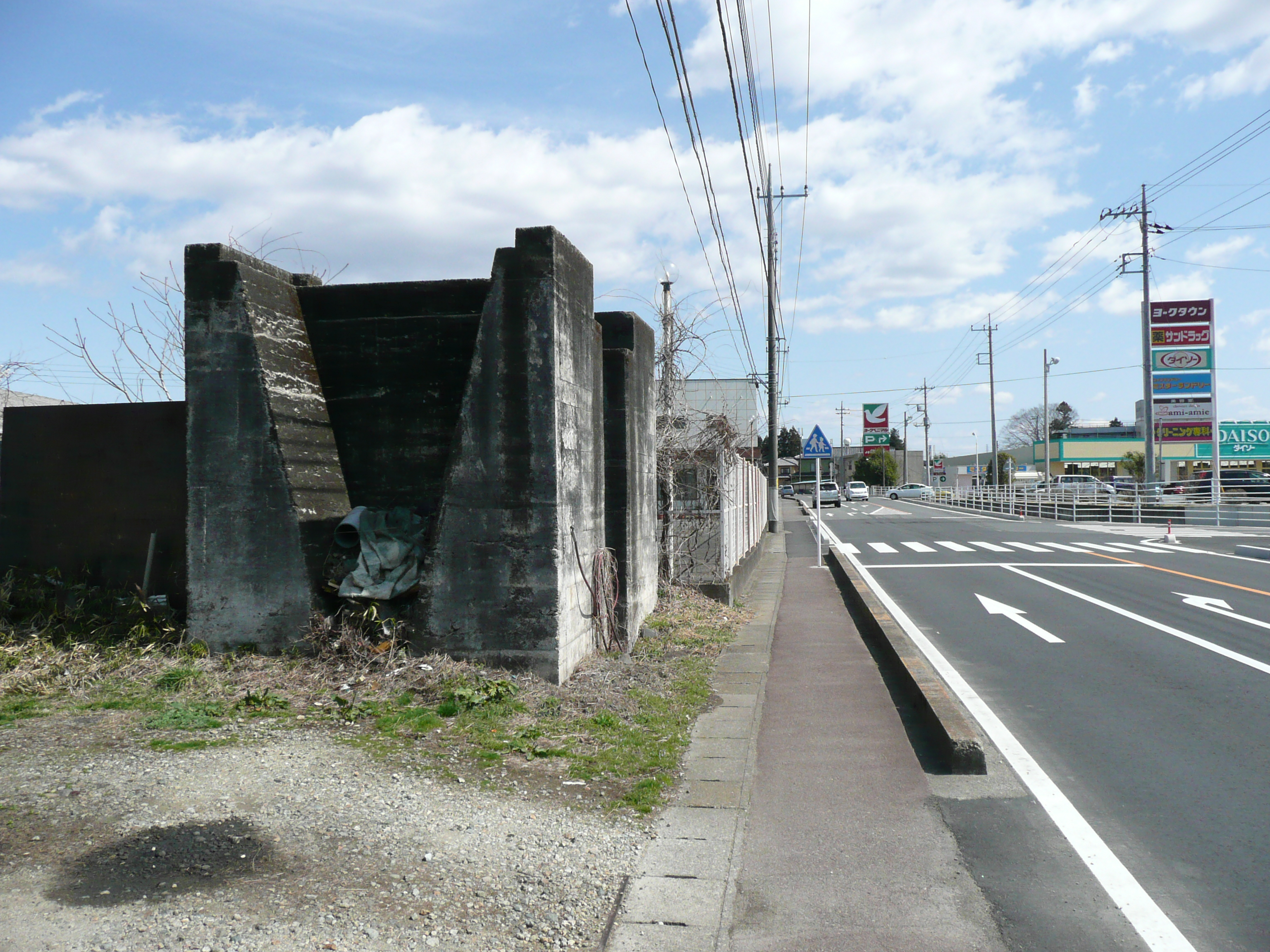
矢板駅へ続く線路跡の道路そばにたたずむ。（撮影場所）
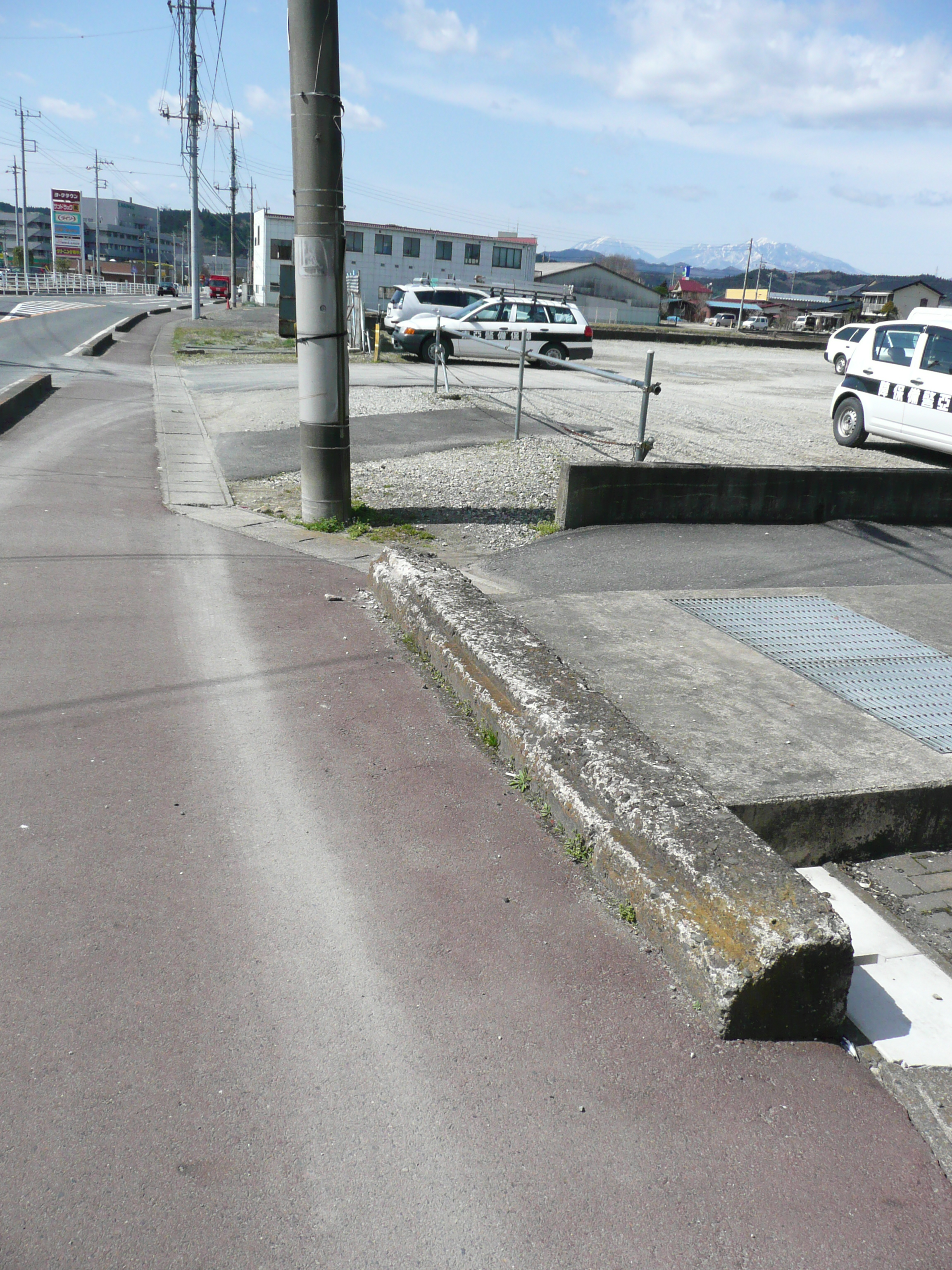
東武矢板線の遺構と思われる不自然なコンクリートブロックと奥は画像にある橋台へと続く整地された旧路盤跡（未使用）。（撮影場所）
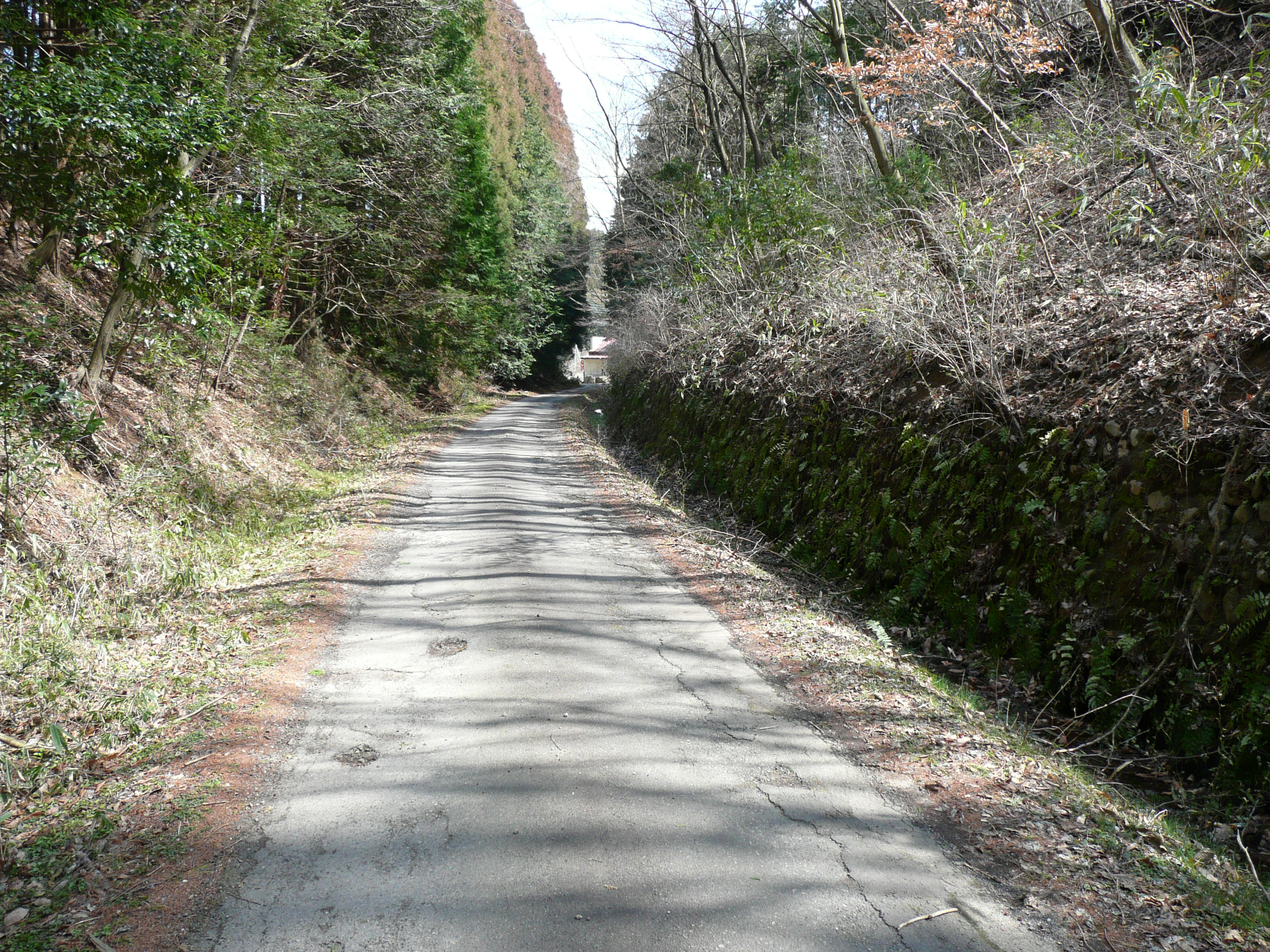
片俣地内の旧線路跡と玉石積み上げによる切通し。（撮影場所）
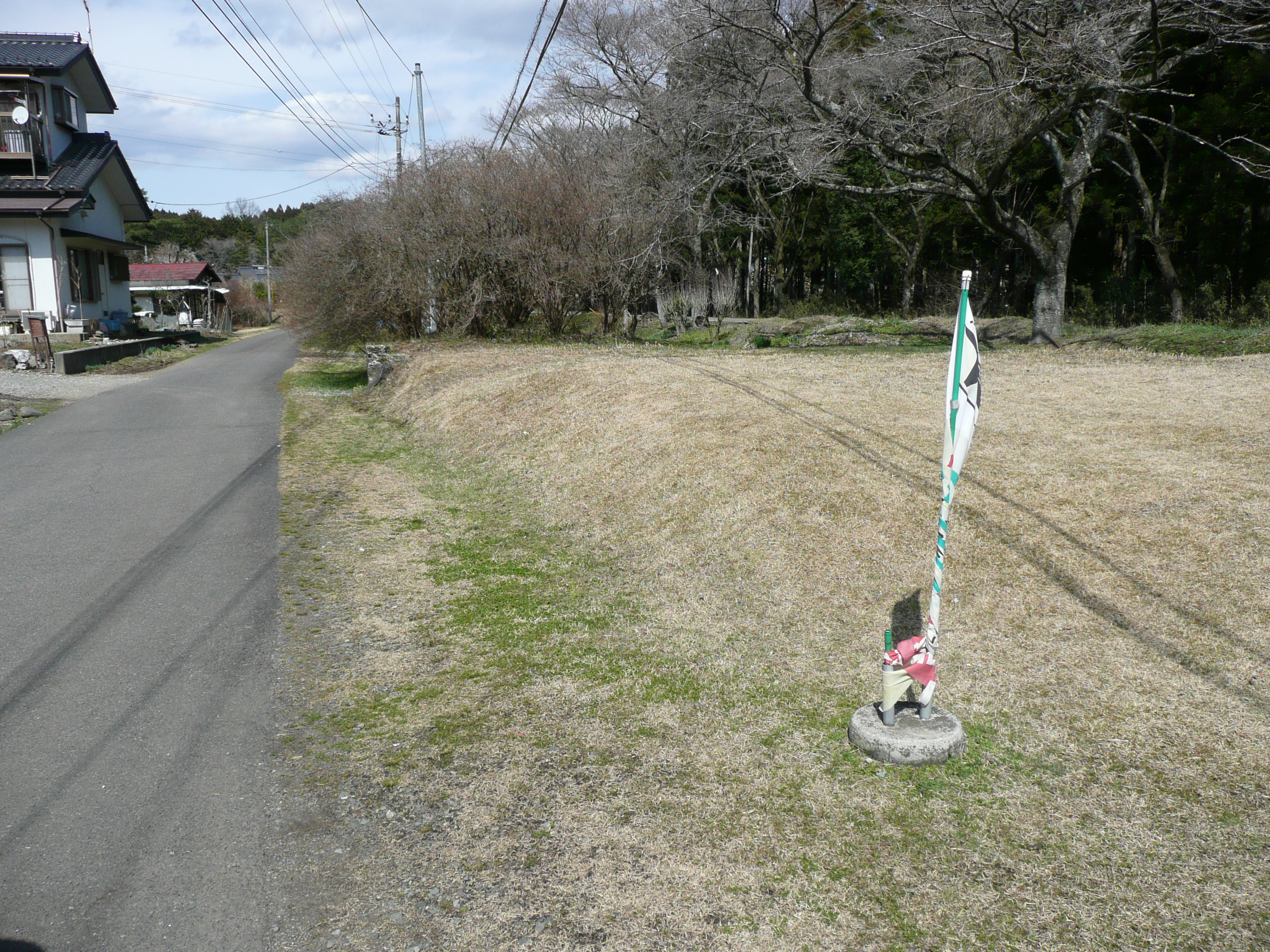
塩谷町の柄堀駅跡。（撮影場所）